# BlueJ
BlueJ — интерактивная среда разработки на языке Java, созданная в основном для использования в обучении, но также подходящая для разработки небольших программ.
«BlueJ» создана для начального обучения программированию специалистами британского Университета Кента, австралийского Университета Монаша и компании Sun Microsystems.
BlueJ была разработана для поддержки обучения объектно-ориентированному программированию, и поэтому её дизайн значительно отличается от других сред разработки. Главный экран показывает структуру классов разрабатываемого приложения в графическом виде (на UML-подобной диаграмме), а объекты можно создавать и тестировать интерактивно. Подобная интерактивность совместно с ясным, простым интерфейсом пользователя позволяет легко экспериментировать с разрабатываемыми объектами. Концепции объектно-ориентированной разработки (классы, объекты, сообщение через вызов методов) интерактивны и наглядно представлены в интерфейсе программы.
В оригинальной версии отсутствует редактор форм, однако его можно подключить в качестве стороннего плагина.